# Grabštejn
Grabštejn (deutsch Grafenstein) ist ein Ortsteil der Gemeinde Chotyně in Tschechien. Er liegt zweieinhalb Kilometer östlich des Stadtzentrums von Hrádek nad Nisou und gehört zum Okres Liberec.

## Geographie

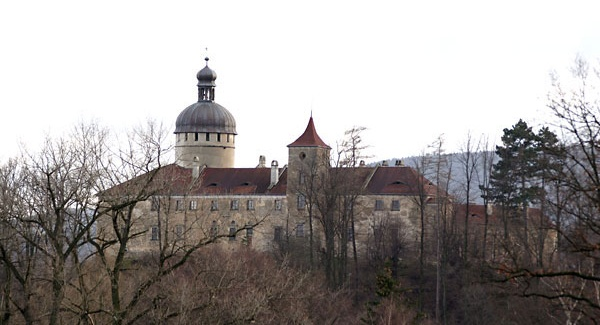
Burg Grafenstein (Grabštejn)

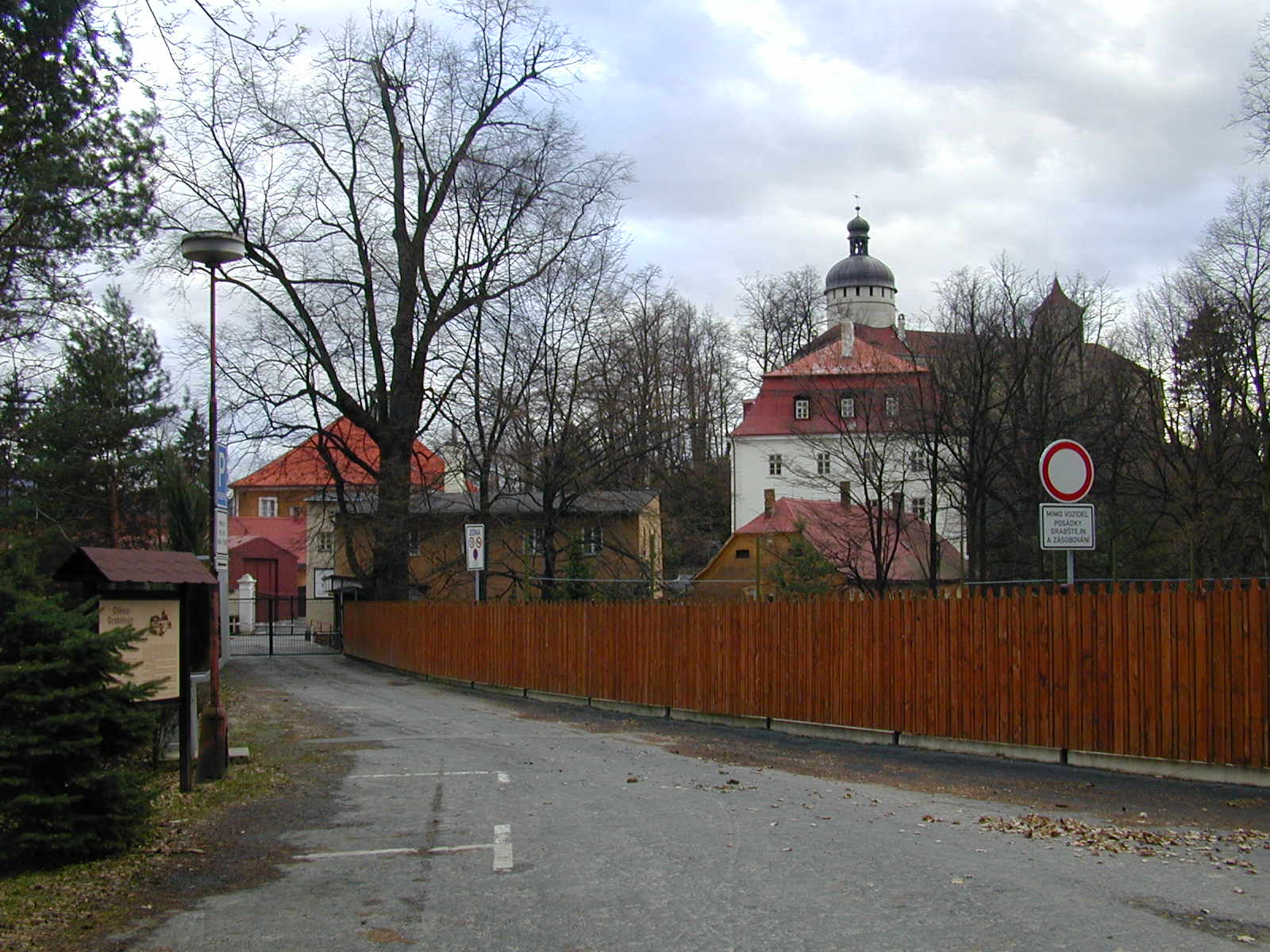
Einfahrt zum Schloss, im Hintergrund die Burg

Grabštejn befindet sich im Grottauer Becken (Hrádecká pánev). Das Zentrum des Ortes bildet die auf einem Sporn über dem Tal des Václavický potok (Grafensteiner Bach, auch Wetzwalder Bach) und eines kleinen Zuflusses gelegene Burg Grabštejn. Gegen Osten erstreckt sich der Wald Bažantnice, in dem der Václavický potok im Stausee Václavická přehrada und am Fuße der Burg im Grabštejnský rybník (Grafensteiner Teich) gestaut wird. Südöstlich erhebt sich der Pískový vrch (Stenker) und im Südwesten der Nad Pastvínou (Sellingersberg, 335 m). Im Süden liegt, bereits auf dem Kataster von Chotyně, der Golfplatz des Golfclubs Grabštejn. Durch Grabštejn führte ursprünglich die alte kurven- und steigungsreiche Fernverkehrsstraße I/35 von Liberec nach Zittau. Im Zuge der Neutrassierung als Kraftfahrstraße führt sie seit 2014 unter der gleichen Bezeichnung nördlich und umgeht dabei bebautes Gebiet.
Nachbarorte sind Oldřichov na Hranicích und Białopole im Norden, Uhelná im Nordosten, Václavice im Osten, Pekařka und Bílý Kostel nad Nisou im Südosten, Chotyně im Südwesten, Donín und Hrádek nad Nisou im Westen sowie Luptin und Porajów im Nordwesten.

## Geschichte
Die Gegend war im 12. Jahrhundert Teil der Provinz Zagost. Auf dem als Böetius Basaltes oder Balsanum bezeichneten Sporn befand sich eine slawische Burg Vlsycz. Zu Beginn des 13. Jahrhunderts bildete sich aus deren Burgbezirk eine Herrschaft, deren Besitzer vermutlich die Herren Berka von Dubá waren. Die erste schriftliche Erwähnung der Burg erfolgte im Jahre 1277 im Zuge einer Beschwerde des Abts des Benediktinerklosters Opatowitz wegen der zunehmenden Belehnung deutscher Adliger mit Gütern in Böhmen durch König Ottokar II. Přemysl. Unter den darin genannten Gütern wurde auch Vlsycz aufgeführt, das nun Grafenstein genannt werde. Vermutlich gab die Überlassung an die Burggrafen von Dohna dafür den Anlass, als Besitzer nachweislich sind sie seit 1286. Um den Burghügel entstand am Grafensteiner Bach die Ansiedlung Grafental für die herrschaftlichen Bediensteten. Während der Hussitenkriege wurde die Burg 1424 von den Hussiten belagert. Wenzel III. von Dohna verheiratete im Jahre darauf seine Cousine mit dem Hussitenführer Nikolaus von Kaisberg und schenkte ihm die Stadt Kratzau. Der damit verfolgte Plan zum Schutz seiner Herrschaft ging jedoch nicht auf, 1430 nahm Nikolaus von Kaisberg die Burg Grafenstein ein und machte sie zum Ausgangspunkt für Einfälle in die Oberlausitz. 1433 belagerte das Heer des Sechsstädtebundes unter Führung von Johann von Wartenberg auf Rollburg die Burg erfolglos und wurde in die Flucht getrieben. Im selben Jahre kam es bei Grafenstein zu einem weiteren Gefecht, als Ulrich von Bieberstein auf Friedland zusammen mit Gotsche III. Schof auf Greiffenstein eine Rotte Hussiten, die bei Görlitz geraubtes Vieh auf die Burg treiben wollte, aufrieb und zerschlug. Bis 1435 blieb die Burg der Schlupfwinkel des Nikolaus von Kaisberg. Der danach von Jan Čapek ze Sán eingesetzte Burghauptmann Stephan Tlach unternahm kurz darauf ebenfalls Raubzüge in die Lausitz. 1437 erlangte Wenzel III. von Dohna die Herrschaft zurück. Nach erneuten Fehden mit den Sechsstädten belagerten diese 1448 zusammen mit Ulrich von Bieberstein und Sigismund von Wartenberg erfolglos die Burg. 1450 konnte das Sechsstädteheer unter dem Görlitzer Vogt Hans von Kolditz die Burg einnehmen. Wenzel III. von Dohna musste gegenüber dem Sechsstädtebung einen Friedensschwur leisten, an den er sich dann auch hielt.
Zu Beginn des 16. Jahrhunderts wurde Graevental ein Städtchen genannt. Am 1. November 1514 entließ König Vladislav II. Jagiello die Nikolaus II. von Dohna gehörige Herrschaft aus dem Lehnsverhältnis gegenüber der böhmischen Krone. Die einsetzende Blütezeit war zugleich auch Beginn der Niedergangs der Grafensteiner Linie der Herren von Dohna. Der prunkvolle Lebensstil des Nikolaus II. von Dohna führt zu einer Überschuldung der Herrschaft. Als er 1542 verstarb hinterließ er auch sechs Söhne. Die Herrschaft Grafenstein erbten die Brüder Christoph und Albrecht II. von Dohna die väterlichen Schulden nicht decken konnten. In den 1550er Jahren zog die böhmische Kammer die Herrschaft Grafenstein ein und verkaufte sie 1562 an den kaiserlichen Rat Georg Mehl von Strehlitz. Diese Einziehung erfolgte in Unkenntnis der nach dem Verlust der älteren Landtafeln beim Brand auf der Prager Burg im Jahr 1541 nicht mehr bekannten Lehnsbefreiung von 1514. Nachdem Albrecht II. von Dohna das Privileg nachweisen konnte, wurde der Kauf 1566 in die Landtafel eingetragen und Georg Mehl zugleich aus dem Lehn entlassen. 1609 erlosch die Grafensteiner Linie der Herren von Dohna, die zuletzt nur noch die Herrschaft Lämberg besaß, im Mannesstamme.
Mehl förderte die Entwicklung der Herrschaft, zugleich forderte er von seinen Untertanen hohe Abgaben und bezahlte die übernommenen Schulden nicht. Zwischen 1569 und 1573 und im 1576 brachen in der Herrschaft Bauernaufstände gegen die hohen Lasten aus. Die erste Erwähnung der herrschaftlichen Brauerei erfolgte 1580, es wird aber angenommen, dass sie deutlich älter ist. Nachdem Mehl in der Engelsberger Bergfreiheit 1584 dem Kaiser den Zehntanspruch strittig machte, zwang ihn Rudolf II. zum Verkauf der Herrschaft. Im Jahre 1586 veräußerte Mehl die Herrschaft Grafenstein an Ferdinand Hoffmann, Freiherr von Grünbühl und Strechau. Nachfolgende Besitzerin war Hoffmanns Witwe, Elisabeth von Dohna, eine Tochter von Albrecht II. von Dohna. 1610 übereignete Elisabeth von Dohna die Herrschaft ihrem dritten Ehemann Hans von Tschirnhaus und Bolkenhain. Während des Dreißigjährigen Krieges wurde das Städtchen Grafenthal zerstört. Nach einem andauernden Streit zwischen Johann Heinrich von Tschirnhaus und dem katholischen Grottauer Pfarrer Hans Brambilla wurde 1628 die Rekatholisierungskommission in die Herrschaft berufen. Der Protestant Tschirnhaus, dem vom Pfarrer Brambilla die Verfolgung von Katholiken vorgeworfen wurde, floh nach Zittau. 1631 kehrte sein Erbe und Onkel David Heinrich von Tschirnhaus mit den sächsischen Truppen nach Grafenstein zurück und nahm die Herrschaft in Besitz. Im Jahr darauf nahm Albrecht von Waldstein die Burg ein und übergab sie 1633 seinem Vettern Maximilian von Waldstein. Im Jahre 1637 wurde David Heinrich von Tschirnhaus wieder zum Eigentümer der Herrschaft, jedoch wurde der Protestanten zugleich zum Verlassen des Königreichs Böhmen gezwungen. Einen Käufer für die Herrschaft fand von Tschirnhaus wegen des Krieges und der hohen Schulden nicht. Zum Ende des Krieges diente Grafenstein zusammen mit den Burgen Friedland und Hauska bis ca. 1643 als Grenzfestung. Am 16. September 1645 nahm der schwedische Heerführer von Königsmarck die Burg auf seinem Marsch von Reibersdorf nach Friedland vermutlich kampflos ein. Nach dem Rückzug der Schweden erhielten die Herren von Tschirnhaus 1648 die Burg zurück und verkauften die Herrschaft 1651 an Johann Hartwig von Nostitz, der sie noch im selben Jahre an Adam Matthias von Trauttmansdorff und Weinsberg weiterveräußerte. Der Ort bestand aus der Burg, der Vorburg, der Fasanerie und dem Meierhof Grafenstein sowie dem an der Stelle des zerstörten Grafenthal entstanden Dorfes Grafenstein.
Anfang 1680 kam es unter der Leitung vom Wetzwalder Richter Hans Thiele erneut zu einem Bauernaufstand. Unter Adams Nachfolgern Rudolf Wilhelm und Johann Josef von Trauttmansdorff stieg die Schuld derart an, dass Johann Josef von Trauttmansdorff die Burg auf Befehl der böhmischen Kammer für 401.500 Gulden verkaufen musste. Kaiser Leopold I. bestätigte den Verkauf am 18. November 1704. Neuer Besitzer der Herrschaft Grafenstein wurde Johann Wenzel von Gallas auf Reichenberg und Friedland. Grafenstein wurde diente fortan nur noch als Zentrum einer Nebenherrschaft des Gallas-Dominiums. Im Siebenjährigen Krieg nutzten die Preußen den Getreidespeicher im Wirtschaftshof gegenüber der Schlossanlage als Lazarett. Danach wurde die Burg erneut als Lazarett genutzt, diesmal für die habsburgischen Soldaten, wovon 700 hier starben und neben dem Speicher begraben wurden. 1786 bestand das Dorf aus 23 Anwesen.
Im Jahre 1832 bestand Grafenstein aus 29 Häusern mit 164 deutschsprachigen Einwohnern. Im Ort gab es das herrschaftliche Schloss mit den Amtskanzleien und Beamtenwohnungen, das herrschaftliche Bräuhaus, eine Branntweinbrennerei, einen herrschaftlichen Meierhof mit Schäferei und Schüttboden, ein Jägerhaus und eine Schule. Pfarrort war Grottau. Bis zur Mitte des 19. Jahrhunderts bildete Grafenstein das Amtsdorf der Allodialherrschaft Grafenstein.
Nach der Aufhebung der Patrimonialherrschaften bildete Grafenstein ab 1850 einen Ortsteil der Gemeinde Ullersdorf im Bunzlauer Kreis und Gerichtsbezirk Kratzau. Ab 1868 gehörte das Dorf zum Bezirk Reichenberg. 1880 löste sich Grafenstein von Ullersdorf los und bildete eine eigene politische Gemeinde. Nach der Gründung der Tschechoslowakei wurde der Großgrundbesitz der Grafen Clam-Gallas im Zuge der Bodenreform verstaatlicht. Die durch das Bodenamt erfolgte Zuteilung von 250 ha landwirtschaftlicher Fläche und 300 ha Wald an den tschechischen Rechtsanwalt und Großgrundbesitzer Šolc aus Zbuzany wurde von deutschnationalen Kreisen als ein Beispiel für Korruption und Missbrauch der Bodenreform im Nationalitätenkonflikt ausgeschlachtet. In den 1920er Jahren machte Franz Graf Clam-Gallas den Bergfried und St. Barbarakapelle für Besucher zugänglich. Ein weiterer Anziehungspunkt für Ausflügler war die Schänke am Grafensteiner Teich unterhalb des Burghügels, in der das Bier aus der Schlossbrauerei ausgeschenkt wurde. Seit 1924 wurde auch der tschechische Ortsname Grabštejn verwendet. Im Jahre 1930 hatte Grafenstein 186 Einwohner. Mit dem Tode von Franz Clam-Gallas erlosch das Geschlecht Clam-Gallas im Mannesstamme. Erbin des Schlosses wurde seine Tochter Maria Podstatzky-Liechtenstein, die Schlossbrauerei fiel ihrer Schwester Clothilde Clam-Gallas zu. 1931 stellte die Brauerei den Betrieb ein. Im selben Jahre entstand auf der Burg ein Familienmuseum der Clam-Gallas, in dem Marias Ehemann Karl Podstatzki-Liechtenstein auch seine Jagdtrophäen aus Afrika zeigte.
Nach dem Münchner Abkommen erfolgte 1938 die Angliederung an das Deutsche Reich; bis 1945 gehörte Grafenstein zum Landkreis Reichenberg. 1939 lebten in dem Dorf 226 Personen. Nach dem Ende des Zweiten Weltkrieges kam Grabštejn zur Tschechoslowakei zurück. In den Jahren 1946 und 1947 wurden die meisten deutschböhmischen Bewohner, darunter auch die Familie Clam-Gallas, enteignet und vertrieben. Das verstaatlichte Schloss wurde danach als Kaserne der tschechoslowakischen Armee genutzt, die Burg dem Verfall überlassen. 1948 wurde Grabštejn nach Chotyně eingemeindet und zugleich dem Okres Liberec-okolí zugeordnet. Seit 1960 gehört das Dorf wieder zum Okres Liberec. Am 1. Juli 1980 erfolgte die Eingemeindung nach Hrádek nad Nisou. Chotyně und Grabštejn trennten sich zum 1. September 1990 wieder von Hrádek nad Nisou und bildeten die Gemeinde Chotyně. Nach der samtenen Revolution wurde die Burg 1990 zunächst notdürftig instand gesetzt und wieder zugänglich gemacht. Später räumte die Armee das Schloss und die im Park eingerichtete Hundeausbildung. Im Jahre 1991 hatte Grabštejn 131 Einwohner. Im Jahre 2001 bestand das Dorf aus 23 Wohnhäusern, in denen 127 Menschen lebten. Insgesamt besteht der Ort aus 34 Häusern.

## Ortsgliederung
Der Ortsteil Grabštejn bildet einen Katastralbezirk.

## Söhne und Töchter des Ortes
- Franz Bernert (1811–1890), katholischer Geistlicher

## Sehenswürdigkeiten
- Burg und Schloss Grabštejn mit Kapelle der hl. Barbara und Park
- Meierhof mit Fasanerie